# Донецький інститут залізничного транспорту
48°02′26″ пн. ш. 37°44′53″ сх. д. / 48.0405° пн. ш. 37.748° сх. д.
Донецький інститут залізничного транспорту (ДонІЗТ) — державний ВНЗ III рівня акредитації, підпорядкований на правах відокремленого структурного підрозділу Українському державному університету залізничного транспорту (м. Харків) МОН України, який здійснює підготовку інженерів і економістів для магістрального й промислового залізничного транспорту, системи транспортного будівництва та інших галузей економіки України. Інститут — єдиний вищий навчальний заклад на Донеччині, що здійснює підготовку фахівців-залізничників, провідний науковий центр залізничної науки. Був утворений як Донецька філія Харківського інституту залізничного транспорту у 1967 році. Мав у своєму складі 6 факультетів і 12 кафедр.

## Історія
Розвиток Донецького інституту залізничного транспорту тісно пов'язаний з Українським державним університетом залізничного транспорту (УкрДАЗТ, ХііТ). В 1967 році у Донецьку був відкритий навчально-консультаційний пункт (УКП) Харківського інституту інженерів залізничного транспорту (ХІІТ), а з 1 січня 1968 року наказом Міністерства шляхів сполучення з метою подальшого підвищення якості підготовки інженерів для Донецької залізниці УКП перетворено в Донецьку філію ХІІТ (сьогодні УкрДАЗТ).
В 1996 році Донецька філія отримала статус інституту в складі Харківської державної академії залізничного транспорту. Високий конкурс при надходженні на перший курс показав, що молодь Донеччини готова зв'язати свою долю із залізничним транспортом. За конкурсом абітурієнтів Донецький інститут залізничного транспорту протягом останніх років посідає третє місце серед 18 державних вищих навчальних закладів регіону.
В 1998 році у керівництві інституту відбулися зміни. Ректором ДонІЗТ став професор В. І. Поддубняк, який раніше обіймав посаду проректора з навчально-виховної роботи.
В 1999 році створений факультет підвищення кваліфікації, на базі якого функціонує галузевий центр Міністерства транспорту та зв'язку України з охорони праці. Договорами з Донецькою залізницею та іншими підприємствами визначені 185 баз практики студентів.
В 1999 році інститут успішно пройшов атестацію й одержав ліцензію на право освітньої діяльності.
Визнанням успіхів колективу інституту по досягненню цілей стало Розпорядження Кабінету Міністрів України № 575р від 11.10.2002 року про перетворення ВНЗ в Донецький інститут залізничного транспорту Української державної академії залізничного транспорту — державний вищий навчальний заклад із правами юридичної особи.

## Структура
У структурі інституту функціонували 6 факультетів:
- «Керування процесами перевезень на залізничному транспорті»;
- «Інфраструктура залізничного транспорту»;
- «Економіки транспорту»;
- Заочний факультет;
- Факультет післядипломної освіти;
- Факультет довузівської підготовки.

Було 12 кафедр, з яких 7 випускаючі («Організація руху поїздів, рухомий склад», «Автоматика, телемеханіка, зв'язок і обчислювальна техніка», «Будівництво, експлуатація споруджень і шляхове господарство», «Облік і аудит», «Менеджмент», «Економіка підприємства»).

## Сучасний стан
Після початку російської агресії на сході України, опинившись на непідконтрольній Україні території, Донецький інститут залізничного транспорту (філія українського державного університету залізничного транспорту) не евакуювався на підконтрольну Україні територію та втратив українську акредитацію та ліцензію на освітню діяльність. Офіційно ДонІЗТ припинив свою діяльність, однак фактично у будівлях ДонІЗТ в окупованому Донецьку продовжується нелегальна діяльність з видачею ні ким не визнаних дипломів «ДНР».